# Dichaetomyia splendida
Dichaetomyia splendida este o specie de muște din genul Dichaetomyia, familia Muscidae. A fost descrisă pentru prima dată de Stein în anul 1918.
Este endemică în Sri Lanka. Conform Catalogue of Life specia Dichaetomyia splendida nu are subspecii cunoscute.